# Albert Dulk
Albert Friedrich Benno Dulk (Königsberg, 17 de junho de 1819 – Stuttgart, 29 de outubro de 1884) foi um escritor, revolucionário, socialista e livre-pensador alemão.

## Biografia
Dulk nasceu em Königsberg, filho de Friedrich Philipp Dulk (1788-1851). Estudou medicina e ciências naturais em Königsberg, Leipzig e Breslau. Tomou parte ativa nos levantamentos populares de 1848, altura em que apareceu o seu drama revolucionário Lea. Depois de viajar pela Ásia, estabeleceu-se em Genebra em 1850 e, posteriormente, em  Stuttgart, onde escreveu os dramas Jesus der Christ (1865) e Simson (1859), nos quais é representado o conflito entre o judaísmo e o paganismo. Um dos seus últimos dramas, König Enzio, foi musicado por Johann Joseph Abert.
Como adepto do socialismo, tornou-se conhecido, em 1871, pela sua oposição à Guerra Franco-Prussiana, e as suas publicações Patriotismus e Frömmigkeit obtiveram uma ampla circulação. Em 1882, fundou em Estugarda a primeira sociedade de livres-pensadores da Alemanha e, nos últimos anos da sua vida, dedicou a sua pena principalmente à discussão do lado radical dos assuntos religioso-filosóficos.

## Obras
Entre outras, é autor das seguintes publicações:
- Lichter aus Frankfurt. Der Briefwechsel Friedrich Stoltzes mit Albert Dulk 1867-1884. Weimar: VDG. 2004. ISBN 3-89739-426-X
- Der Briefwechsel zwischen Albert Dulk und Paul Heyse 1860 – 1882. Mitget. von Ernst Rose. New York: Columbia Univ. Press. 1929.
- Orla. Dramatische Dichtung. Mannheim: Grohe. (1844)
- Lea. Drama in 5 Akten. Königsberg: Samter & Rathke. (1848)
- König Enzio. Große Oper in vier Akten. Musik von Johann F. Abert. Stuttgart: Blum und Vogel. (ca. 1863)
- Kaiser Konrad der Zweite. Historisches Schauspiel in drei Handlungen. Leipzig: Brockhaus. 1867.
- Willa. Schauspiel in drei Handlungen. Wien: Rosner. 1875.
- Gedichte. Stuttgart: Dietz. 1892. 2. Aufl.
- Sämmtliche Dramen, hrsg. von Ernst Ziel. Stuttgart: Dietz. 1893/94.